# Marcelino Herrera Vegas
Marcelino Herrera Vegas (Caracas, Venezuela, 3 de octubre de 1870-Buenos Aires, Argentina, 8 de junio de 1958) fue un médico de origen venezolano establecido con su familia en Argentina a los siete años de edad, donde se doctoró en medicina en su país de adopción, convirtiéndose en «uno de los representantes más brillantes de la generación».

## Biografía
Marcelino Isaac del Carmen Herrera Vegas Palacios, tal su nombre completo, nació en Caracas, Venezuela, el 3 de octubre de 1870, segundo hijo del doctor Rafael Herrera Vegas y de María del Carmen Palacios Vegas.
Al asumir el gobierno de Venezuela el general Antonio Guzmán Blanco tras la Revolución de Abril de ese año, la familia de Rafael Herrera Vegas sufrió persecuciones y su misma casa fue saqueada aunque personalmente no había tenido participación política ni desempeñado cargo alguno.
En esas condiciones, tras el parto de Marcelino Herrera Vegas falleció su madre y el viudo con sus dos hijos emigró a Cuba y luego a Brasil. En Brasil fue contratado por el gobierno argentino a raíz de la epidemia de fiebre amarilla en Buenos Aires pero no fue hasta 1877, cuando Marcelino contaba con 7 años de edad, que la familia se afincó definitivamente en la ciudad de Buenos Aires.
Tras efectuar sus estudios secundarios en el Colegio Nacional de Buenos Aires ingresó a la Facultad de Medicina de la Universidad de Buenos Aires donde se graduó de médico en 1893 con medalla de oro y una tesis sobre "Quistes hidatídicos".
Tras recibirse visitó con los doctores Máximo Castro y Daniel Juan Cranwell clínicas de Estrasburgo, Viena, Berlín y París.
Tres años después regresó a Buenos Aires y tras trabajar en los servicios de cirugía del Hospital Rawson y del Hospital Español pasó a desempeñarse en el Servicio de Cirugía Infantil del Hospital de Clínicas.
En 1918 fue designado Jefe del Servicio de Cirugía de Adultos en el Hospital Parmenio Piñero, cargo que desempeñó hasta 1921, año en que se retiró.
Sus numerosas publicaciones en revistas especializadas del país y del extranjero, entre las que sobresale "Hydatid cysts of the lung in children" (1928), contribuyeron a cimentar el creciente prestigio de la cirugía argentina.
Especializado en hidatidosis, junto a Cranwell publicó también "Los quistes hidatidicos en la República Argentina", resultado de la experiencia adquirida con más de 970 casos de esa grave enfermedad parasitaria tratados en el Hospital de Clínicas.
Tras ocupar cargos en las organizaciones argentinas de su especialidad, ingresó a la Academia Nacional de Medicina junto con su padre. En 1907 fue puesto al frente de esa institución.
Casó con María Luisa del Carmen Pereyra Iraola (1872, 1947) con quien tuvo numerosos hijos: Marcelino Leonardo José (1899, 1951), María Luisa Mauricia (1901, 1919), Jorge Francisco José (1902, 1972), María Teresa Clara (1903, 2001), Laura María Concepción (1905), Sara María Antonia (1908, 1935) y Concepción Herrera Vegas Pereyra Iraola (1910).
En abril de 1942 se inauguraba el nuevo edificio de la Academia Nacional de Medicina, situado en la esquina de las avenidas Las Heras y Coronel Díaz en un terreno donado por Marcelino y su hermano Rafael Herrera Vegas Palacios. Gran bibliófilo, Marcelino Herrera Vegas donó también su biblioteca de 12.000 volúmenes. Por ese motivo, el entonces presidente de la Academia doctor Mariano Rafael Castex resolvió que esa sección de la biblioteca llevara el nombre de su padre Rafael y que su efigie en mármol se colocase a la entrada del nuevo edificio.
Falleció en la ciudad de Buenos Aires el 8 de junio de 1958, a los 88 años de edad.